# مجلس نواب ولاية برلين
Abgeordnetenhaus of Berlin (مجلس النواب) ( تُلفظ بالألمانية: [ˈʔapɡəʔɔʁdnətn̩ˌhaʊs] ) هو برلمان الولاية ( Landtag ) في برلين، ألمانيا وفقًا لدستور دولة المدينة. في عام 1993، انتقل البرلمان من راتوس شونبيرج إلى مقره الحالي في Niederkirchnerstraße في مته، والتي كانت حتى عام 1934 مقرًا لاندتاج البروسي. الرئيس الحالي للبرلمان هو رالف فيلاند ( الحزب الديمقراطي الاجتماعي الألماني ).

## التاريخ

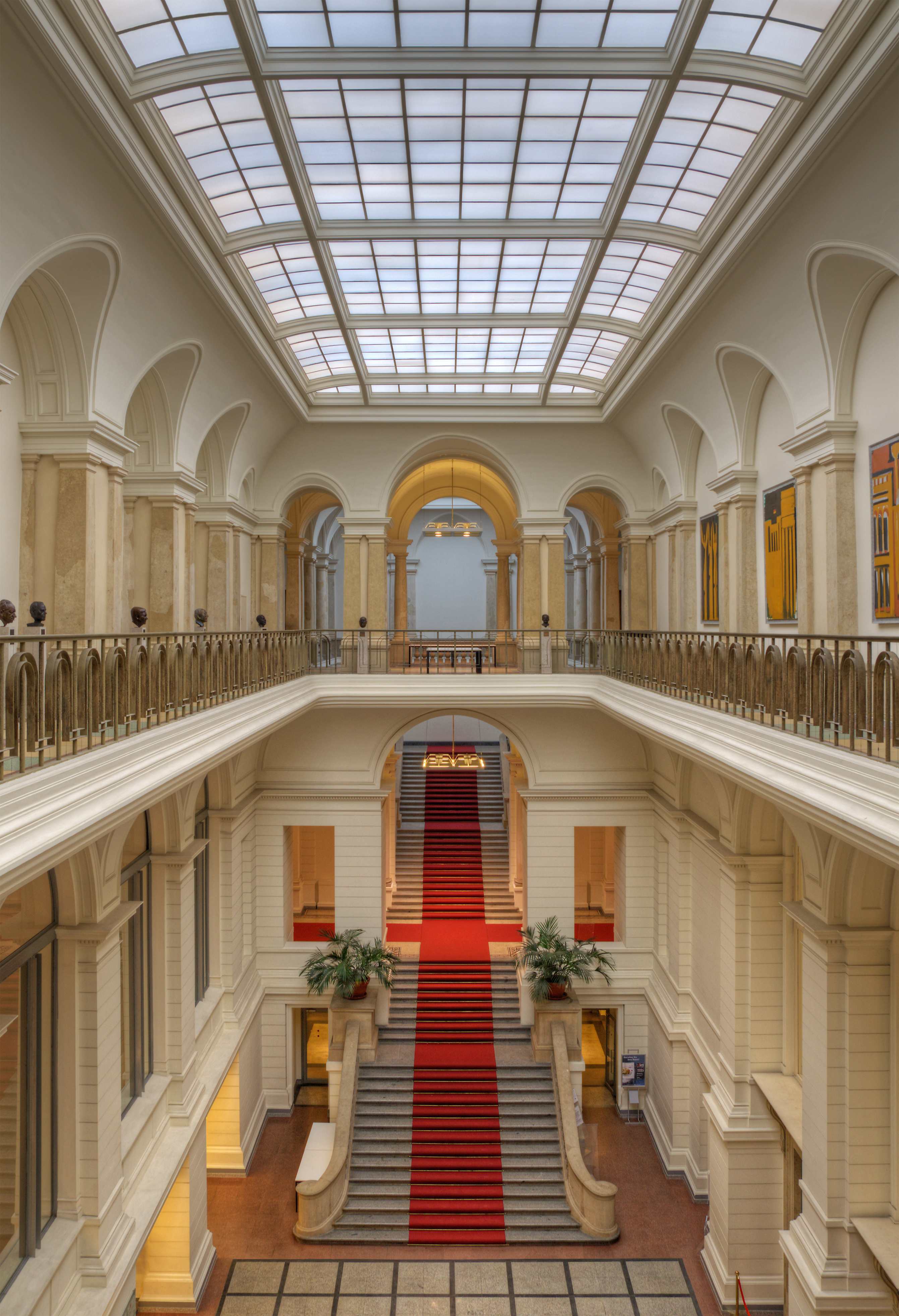
سلم

تم تأسيسه بموجب الدستور الجديد لبرلين الغربية في عام 1951. استبدلت الهيئة التشريعية السابقة للمدينة المسماة Stadtverordnetenversammlung (جمعية نواب المدينة)، التي أنشأتها الإصلاحات البروسية في عام 1808 وأعيد تأسيسها من قبل انتخابات الولاية التي بدأها الحلفاء عام 1946.
بين عامي 1951 و1990، كان Abgeordnetenhaus برلمانًا يتمتع بحكم ذاتي مقيد، حيث طالب مجلس الحلفاء للرقابة بأن تخضع جميع تشريعاته وانتخاباته، مثل تشريعات العمد وأعضاء مجلس الشيوخ (ثم لا يزال يتم انتخابهم ولم يتم تعيينهم بعد من قبل العمدة). إلى تأكيد أو رفض الحلفاء الغربيين. بعد إعادة التوحيد، استمر ليكون برلمان برلين الموحد.

## انتخابات
- الحزب الاشتراكي الديمقراطي (SPD): 38 مقعدًا (-10)
- الاتحاد الديمقراطي المسيحي (CDU): 31 مقعدًا (-8)
- تحالف '90 / الخضر : 27 مقعدًا (-3)
- اليسار : 27 مقعدًا (+7)
- البديل لألمانيا (AfD): 25 (+25)
- الحزب الديمقراطي الحر (FDP): 12 (+12)
- حزب القراصنة برلين : 0 مقاعد (-15)

## المهام

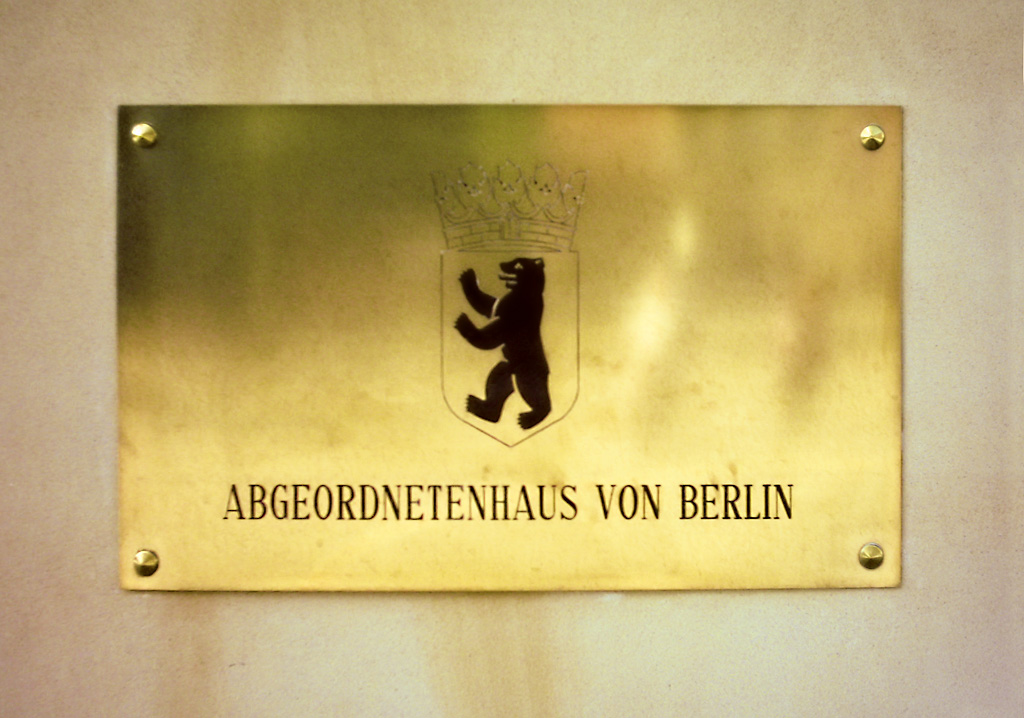
لوحة

يعتبر النظر في التشريعات وإقرارها أهم مهمة، بما في ذلك ميزانية الحكومة. بالإضافة إلى ذلك، يختار البرلمان عمدة برلين الحاكم، ويتحقق من حكومة المدينة، مجلس الشيوخ لبرلين.

## الرؤساء
| اسم                | حفل | فترة                            |
| ------------------ | --- | ------------------------------- |
| أوتو سور           | SPD | 11 يناير 1951 - 11 يناير 1955   |
| ويلي براندت        | SPD | 11 يناير 1955 - 2 أكتوبر 1957   |
| كيرت لاندسبيرج     | SPD | 19 أكتوبر 1957 - 4 مارس 1958    |
| ويلي هينبرج        | SPD | 20 مارس 1958 - 17 سبتمبر 1961   |
| أوتو فريدريش باخ   | SPD | 29 سبتمبر 1961 - 6 أبريل 1967   |
| والتر سيكيرت       | SPD | 6 أبريل 1967 - 24 أبريل 1975    |
| بيتر لورينز        | CDU | 24 أبريل 1975 - 10 ديسمبر 1980  |
| هاينريش لومر       | CDU | 10 ديسمبر 1980 - 11 يونيو 1981  |
| بيتر ريبش          | CDU | 11 يونيو 1981 - 2 مارس 1989     |
| Jürgen Wohlrabe    | CDU | 2 مارس 1989 - 11 يناير 1991     |
| هانا ريناتي لوريان | CDU | 11 يناير 1991 - 30 نوفمبر 1995  |
| Herwig Haase       | CDU | 30 نوفمبر 1995 - 18 نوفمبر 1999 |
| راينهارد الفوهرر   | CDU | 18 نوفمبر 1999 - 29 نوفمبر 2001 |
| والتر مومبير       | SPD | 29 نوفمبر 2001 - 27 أكتوبر 2011 |
| رالف فيلاند        | SPD | منذ 27 أكتوبر 2011              |